# 孫二
孙二（天鸽座θ），又名CD-37 2609，HD 42167、SAO 196514、HR 2177，是天鸽座的一颗恒星，视星等为5.02，位于銀經243.94，銀緯-24.26，其B1900.0坐标为赤經6h 4m 5.8s，赤緯-37° -24.26′ 20″。